# Фукуяма

34°29′9″ пн. ш. 133°21′45″ сх. д. / 34.48583° пн. ш. 133.36250° сх. д.
Фукуя́ма (яп. 福山市, ふくやまし, МФА: [ɸu̥kujama ɕi̥]) — місто в Японії, в префектурі Хіросіма.

## Короткі відомості

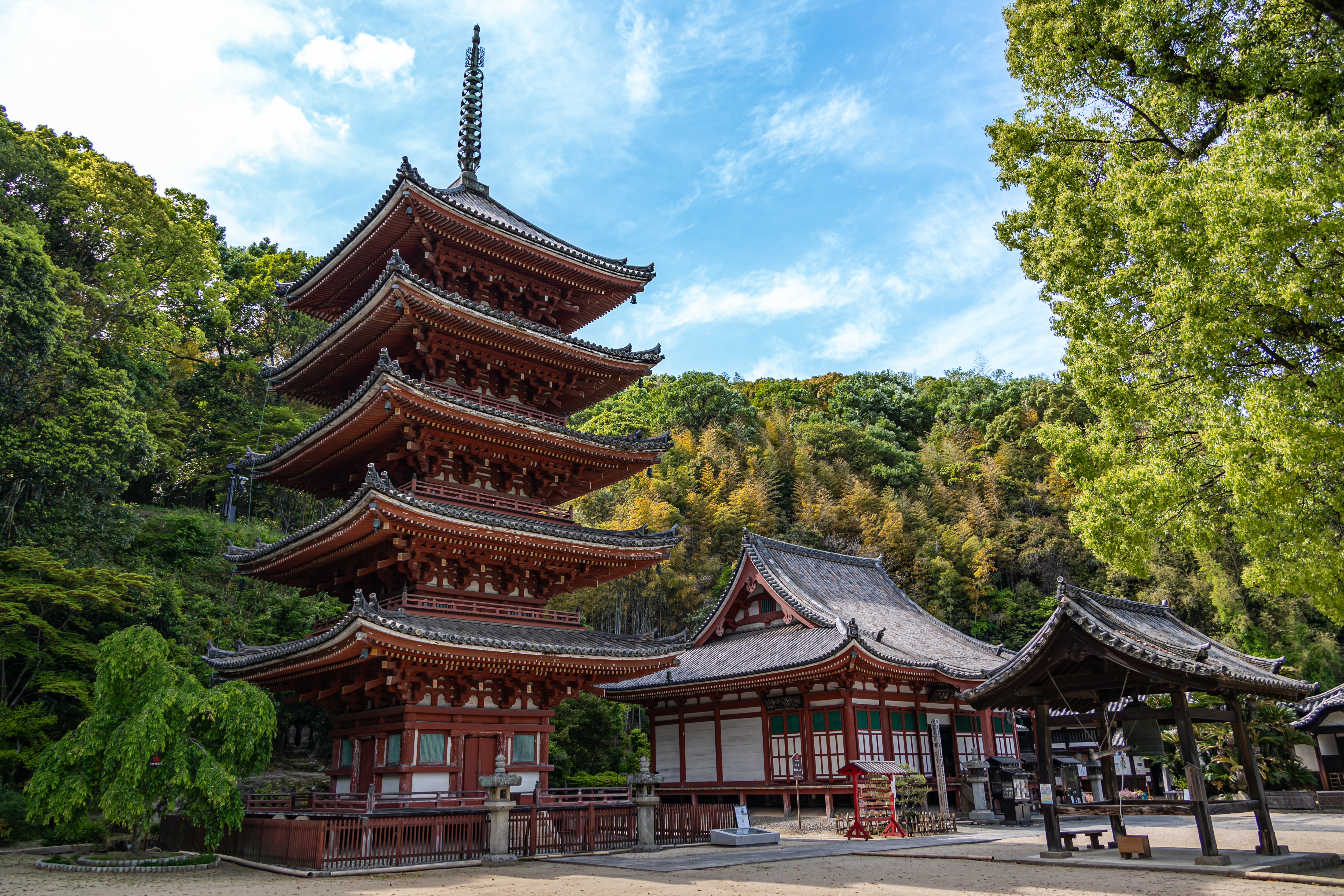
Монастир Мьооїн.

Фукуяма розташована у південно-східній частині префектури Хіросіма, на узбережжі Внутрішнього Японського моря, в районі гирла річки Асіда. Вона входить до четвірки найбільш населених міст регіону Тюґоку. 1998 року Фукуяма була зарахована до центральних міст країни.
Через Фукуяму проходять основна лінія та лінія Фукуен залізниці JR, лінія швидкісного потягу сінкансен, державні автошляхи №;2, № 181, № 313, № 486, а також автострада Санйо. В місті працює порт, який сполучається поромом з портом Тадоцу префектури Каґава на острові Шікоку.
Основою економіки Фукуями є рисівництво, городництво, скотарство, металургійна, машинобудівна і хімічна промисловості. З 1966 року в місті працюють заводи металургійної корпорації JFE Steel. Традиційними ремеслами є виготовлення кото, меблів та японських сандалій ґета. Фукуяма є головним господарським осередком сходу префектури, одним з великих центр промислового району Внутрішнього Японського моря..
Станом на 1 жовтня 2007 площа міста становила 518,07 км². Станом на 1 червня 2011 населення міста становило 461 744 осіб.

## Історія

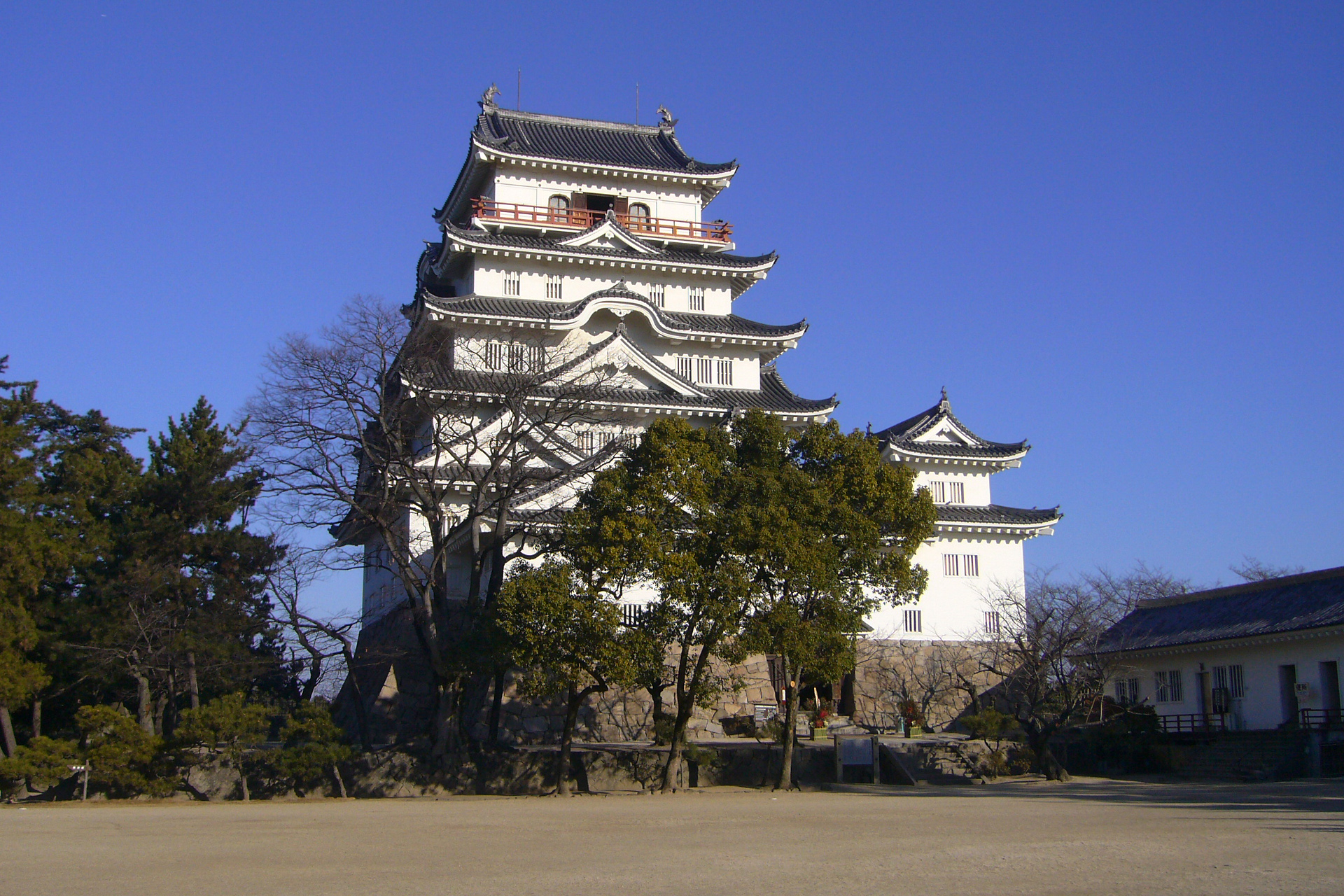
Головна башта замку Фукуяма.

Місто Фукуяма було утворене 1916 року шляхом надання міського статусу однойменному містечку. Останнє було засновано 1619 року самурайським володарем Мідзуно Кацунарі як ремісничо-купецьке поселення біля замку Фукуяма. За переказом, назва Фукуяма походила від старояпонського виразу про побажання щастя і довголіття.
Територія Фукуями була заселена з давніх часів. Вона входила до складу провінції Бінґо. Перед появою міста на узбережжі Внутрішнього Японського моря існували численні портові поселення — Нарацу, Фукацу, Томо та інші. 1619 року новостворене містечко Фукуяма стало столицею автономного уділу Фукуяма-хан, яким керували самурайські володарі з родів Мідзуно, Мацудайра та Абе. Після ліквідації ханів та заснування префектур 1871 року містечко увійшло до складу префектури Фукуяма. 1875 року останню приєднали до префектури Окаяма, а наступного року остаточно включили до складу префектури Хіросіма. Протягом кінця 19 — першої половини 20 століття, в результаті модернізації, Фукуяма перетворилася на великий промислово-торговельний. Під час Другої світової війни 80 % міста було знищено авіацією США. 1994 року в місті відкрився Фукуямський університет Хейсей..
Протягом новітнього періоду межі Фукуями істотно збільшилися. 1933 року місто поглинуло 10 сусідніх сіл: Йосідзу, Кіносьо, Нарацу, Фукацу, Хондзьо, Тесіро, Каваґуті, Кусадо, Саба й Касіма. 1942 року до міста були приєднані села Ямате та Ґобун, а 1956 року — села Хікіно, Іті, Сенда, Міюкі, Цуноґо, Акасака, Сето, Кумано, а також містечка Міномі та Томо. 1962 року Фукуяма приєднала містечко Фукаясу, 1966 року об'єдналася з містом Мацунаґа, а 1975 року увібрала містечка Екія і Камо. 2003 року місто поглинуло містечка Уцумі та Сініті, 2005 року — містечко Нумакума, а 2006 року — містечко Каннабе.
Фукуяма була центральним містом провінції Бінґо. Портове містечко Томо, яке сьогодні є частиною міста, було відоме з прадавніх часів і оспіване у багатьох японських піснях. У період Едо Фукуяма було резиденцією роду Мідзуно. Сьогодіні місто знане як «місто троянд».

## Культура

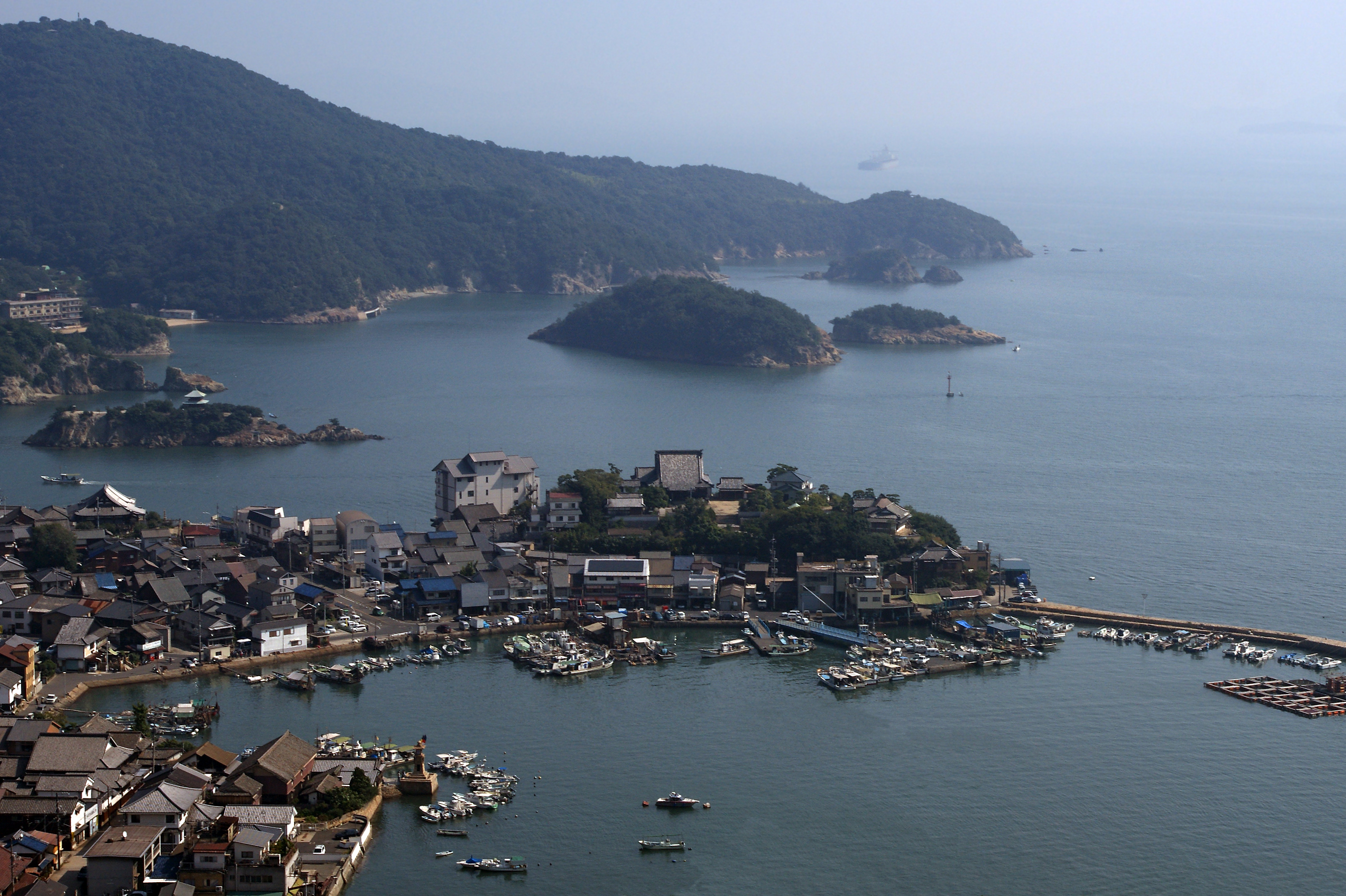
Затока Томо.

У Фукуямі розташовано багато культурних пам'яток. Головною окрасою міста є замок Фукуяма. Його Фусімівська вежа та «Сталеві ворота» — єдині автентичні споруди, що збереглися після Другої світової війни. Вони належать до числа важливих культурних надбань країни.
На території колишнього містечка Кусадо, вздовж річки Асіда, розташований середньовічний буддистський монастир Мьооїн. Його головний храм та п'ятиярусна пагода зареєстровані як Національні скарби Японії, а головна статуя одинадцятиликої бодгісаттви Каннон — як важлива культурна старожитність. Поруч із монастирем знаходиться розкопане археологами середньовічне поселення у 1000 садиб, яке називають «японськими Помпеями».
Територія колишнього порту Томо багата на мальовничі краєвиди та історичні місця. Його затока є складовою Національного парку «Внутрішнє Японське море». Окрасою Томо є монастир Анкокудзі, святилище Нумакума, а також старовинна садиба роду Ота. Район колишнього містечка Сініті відомий синтоїстським святилищем Кібіцу і ритуальними танцями каґура.
В околицях замку Фукуяма розташовані Замковий музей, Фукуямський Музей мистецтв, Історичний музей префектури Хіросіма та Фукуямський музей літератури. В кварталі Мацунаґа працює Музей японського традиційного взуття та Музей японської іграшки. У Томо діє місцевий Історико-етнографічний музей.
В центрі міста відкритий Парк троянд, в якому висаджено понад 5500 троянд 280 видів. Через нього Фукуяму інколи називають «столицею троянд».